# 424 av. J.-C.
Cette page concerne l'année 424 av. J.-C. du calendrier julien proleptique.

## Événements
- Janvier : Les Cavaliers, comédie d’Aristophane, reçoit le premier prix aux Lénéennes[1].
- Février-mars : mort d' Artaxerxès Ier, roi de Perse. Son fils Xerxès II lui succède 45 jours avant d'être assassiné par son demi-frère Sogdianos. Celui-ci est tué après six mois et demi de règne par un fils naturel d'Artaxerxès Ier, Darius II, qui règne jusqu’en 404 av. J.-C.[2].
- 21 mars : éclipse solaire observée à Athènes[3].
- Mars-avril : ambassade athénienne auprès du roi de Perse[4].
- Juin : 
  - Ambassade lacédémonienne à Athènes pour demander la paix[4].
  - Prise de Cythère par le général athénien Nicias[4].
- Juillet : Cléon fait échouer les négociations avec Sparte[4].

- Été : Congrès de Géla, qui réunit l’ensemble des belligérants siciliens[4]. Le Syracusain Hermocrate incite à faire passer la solidarité sicilienne avant les liens ethniques, et réussit à faire décider une paix générale et le renvoi de l’expédition athénienne. Syracuse fait quelques concessions territoriales à sa voisine Camarine, mais sa position hégémonique se trouve renforcée. À Syracuse, les démocrates, menés par Athénagoras (en), s’opposent aux modérés, ou oligarques, dirigés par Hermocrate. Les démocrates parviennent à faire remplacer l’élection par le tirage au sort et à faire exiler Hermocrate.
- Début août : expédition athénienne contre Mégare[4].
- Août-septembre : 
  - L’historien athénien Thucydide, élu stratège, est envoyé sur le littoral de la Thrace avec une escadre de sept vaisseaux[4].
  - Brasidas intervient en Thrace à l’appel de Perdiccas II de Macédoine, à la tête de 1000 hoplites et de 700 hilotes affranchis, notamment pour lutter contre les Lyncestes. Il traverse rapidement la Grèce grâce à l’appui des Thessaliens[4]. Il gagne par la diplomatie la faveur des cités de Thrace (Acanthos, Stagire, Amphipolis, Toronè). La défection des cités de Thrace est un grave échec pour Athènes, car, outre les mines de métaux précieux, elle perd d’importantes contributions et un approvisionnement en bois important pour la flotte.

- Novembre : défaite athénienne à la bataille de Délion[5].
  - Les Athéniens ne réussissent pas à prendre Mégare, qui est secourue par Brasidas et où les oligarques s’emparent du pouvoir. Brasidas est victorieux à Délion, en Béotie. Athènes perd près de 1000 hoplites.
- 1er décembre : à Rome, entrée en fonction de tribuns militaires à pouvoir consulaire : Lucius Sergius Fidenas, Appius Claudius Crassus, Spurius Nautius Rutilus, Sextus Iulius Iullus[6].
- Décembre : Thucydide, commandant l’expédition de la flotte athénienne en Thrace, ne peut empêcher la prise d’Amphipolis par le général lacédémonien Brasidas et est accusé de trahison[4]. Il est condamné à mort mais fuit et passe vingt ans d’exil en Thrace.

## Naissances en −424
- Duc Xian de Qin.
- Cyrus le Jeune.

## Décès en −424
- Artaxerxès Ier, roi de Perse depuis 465 av. J.-C..
- Empédocle d’Agrigente, savant qui le premier définit les quatre éléments (né en −484).